# Sarcolaenaceae
Sarcolaenaceae is een botanische naam, voor een familie van tweezaadlobbige planten. Een familie onder deze naam wordt vrij regelmatig erkend door systemen voor plantentaxonomie, en zo ook door het APG-systeem (1998) en het APG II-systeem (2003).
Het gaat om een familie van bomen of struiken, voorkomend in Madagaskar. Bij APG telt de familie telt enkele tientallen soorten in een tiental genera.
Het Cronquist-systeem (1981) plaatst de familie in een orde Theales.
In het verleden is ook Chlaenaceae (dan wel Chlenaceae) wel gebruikt als naam, maar vandaag de dag mag dat niet meer.